# Agapanthia simplicicornis
Agapanthia simplicicornis är en skalbaggsart som beskrevs av Edmund Reitter 1898. Agapanthia simplicicornis ingår i släktet Agapanthia och familjen långhorningar. Inga underarter finns listade i Catalogue of Life.